# انادهیو
انادهیو (به لاتین: Anadhiou) یک منطقهٔ مسکونی در قبرس است که در ناحیه پافوس واقع شده‌است.

## خصوصیات
انادهیو ۶ نفر جمعیت دارد.